# Testiera (armatura)
La Testiera, anche Frontale (Shaffron in lingua inglese; Rossstirn in lingua tedesca; 馬面, it. Bamen, in lingua giapponese), era la parte della barda preposta alla difesa della testa del cavallo. Solitamente realizzata da una piastra di metallo, poteva essere più o meno decorata a seconda che il suo uso fosse destinato alla guerra, alla giostra o alla parata militare. Poteva presentare o meno delle feritoie per garantire all'animale un'adeguata visuale ("testiera a vista" o "testiera cieca") e poteva alternare una pennacchiera ad un brocco/spuntone.
Testiera è oggi il finimento utilizzato per la comunicazione con il cavallo ed il suo controllo, non più la sua protezione: è infatti una parte delle briglie. Viene adattata attorno alla testa dell'animale ed ha, in genere, lo scopo di sostenere l'imboccatura. Di regola non è progettata per legare il cavallo ad un supporto fisso.

## Storia

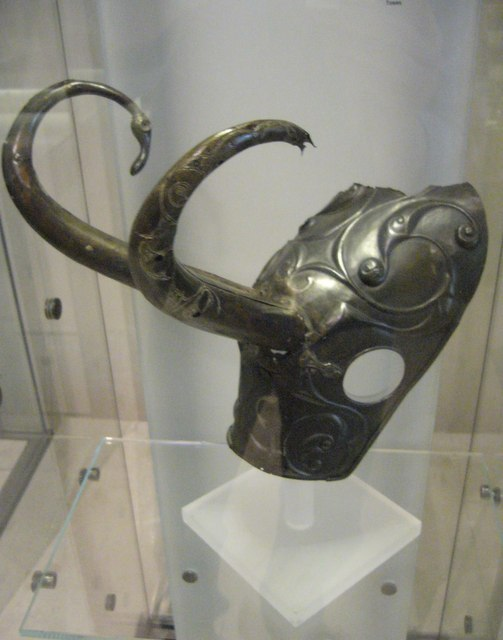
Testiera britannica "Testiera cornuta di Torrs", Età del Bronzo - Royal Scottish Museum

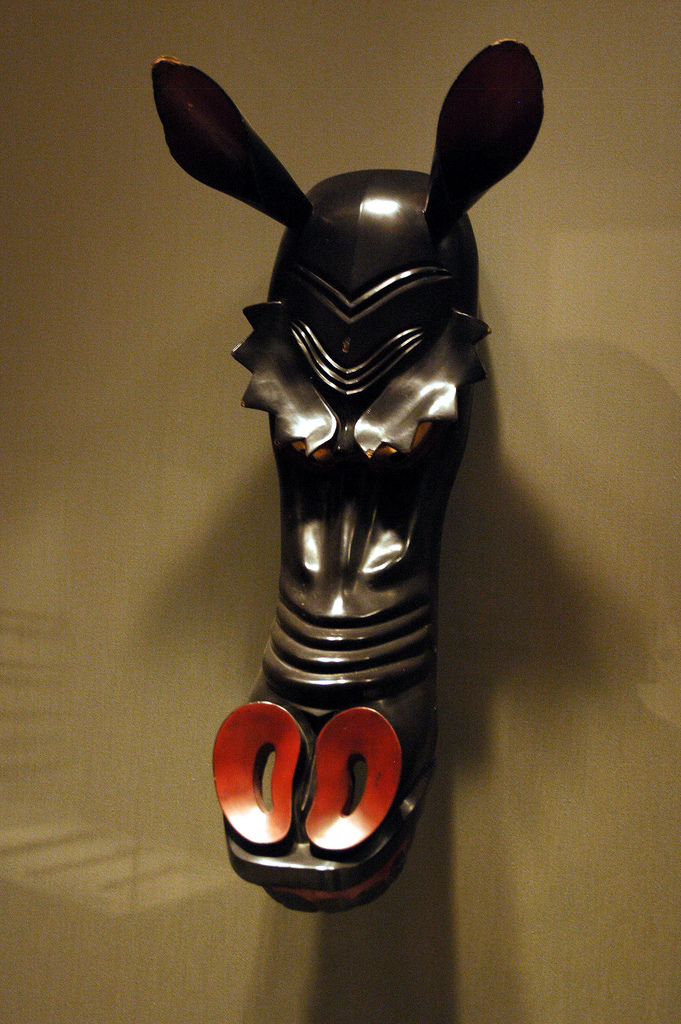
Testiera giapponese (Bamen) per il cavallo di un samurai.

La testiera fu certamente la prima delle componenti della barda ad entrare in uso.

Le testimonianze archeologiche di manufatti in metallo preposti alla protezione della testa del cavallo, sia per scopo pratico-militare che con intento cerimonial-rappresentativo, sono molteplici.
I dati archeologico-iconografici ad oggi in nostro possesso non permettono di assumere con certezza se i popoli usi a servirsi della biga (Egizi, Ittiti, Micenei, ecc.) e ad ornare di pennacchiere i loro cavalli avessero o no sviluppato la testiera quale accorgimento difensivo quanto meno per la "fronte" dell'animale.

Dato certo è che, in Europa, il capillare diffondersi dell'uso dell'armatura "frontale" per il cavallo è principalmente dovuto alla contaminatio provocata dall'influenza dei Celti sulle varie popolazioni del continente.
[...]